# SN 2011Z
SN 2011Z – supernowa typu Ia-pec odkryta 29 stycznia 2011 roku w galaktyce E576-G77. W momencie odkrycia miała maksymalną jasność 16,10m.